# Superpuchar Polski w piłce siatkowej mężczyzn (2014)
Superpuchar Polski w piłce siatkowej mężczyzn 2014 (od nazwy sponsora Enea Super Puchar 2014) – trzecia edycja rozgrywek o Superpuchar Polski rozegrana 8 października 2014 roku w hali Arena w Poznaniu, zorganizowana przez Profesjonalną Ligę Piłki Siatkowej (PLPS).
W meczu o Superpuchar udział wzięły dwa kluby: mistrz Polski w sezonie 2013/2014 - PGE Skra Bełchatów oraz zdobywca Pucharu Polski 2014 - ZAKSA Kędzierzyn-Koźle. Po raz drugi zdobywcą Superpucharu Polski została PGE Skra Bełchatów, która oprócz pucharu otrzymała także nagrodę pieniężną w wysokości 30 tys. zł.
MVP spotkania wybrany został zawodnik PGE Skry Bełchatów - Facundo Conte, który otrzymał także nagrodę pieniężną w wysokości 5 tys. zł.

## Drużyny uczestniczące
| Drużyna                | Osiągnięcia w sezonie 2013/2014 |
| ---------------------- | ------------------------------- |
| PGE Skra Bełchatów     | mistrzostwo Polski              |
| ZAKSA Kędzierzyn-Koźle | zdobycie Pucharu Polski         |

## Mecz
| 8 października 2014 Hala Arena, Poznań Czas trwania spotkania: ? Widzów: 4500 Sędziowali: Wojciech Maroszek i Marek Lagierski raport | PGE Skra Bełchatów | 3 - 1 | ZAKSA Kędzierzyn-Koźle | 26:24, 25:22, 20:25, 27:25 |